# Телефон дьявола 2
«Телефон дьявола 2» (англ. 976-Evil II) — американский фильм ужасов о сверхъестественном 1992 года режиссёра Джима Уайнорски. Продолжение фильма «Телефон дьявола» (1988).

## Сюжет
По небольшому калифорнийскому городку Слейт-Ривер распространились визитки «Хоррорскопа». Люди, имеющие какие-то проблемы в жизни, могут позвонить на указанную на визитках горячую линию и получить ответ. Однако человек, однажды связавшийся с «Хоррорскопом», в конечном итоге может всё потерять, так как эта линия связана с потусторонними силами.
Параллельно в городке орудует маньяк. Его жертвами уже стали пять человек. Полиция подозревает декана местного колледжа мистера Грубека. Тем более появился свидетель, который видел последнее убийство. Грубека задерживают. Ему дают возможность совершить один звонок, и тот звонит в «Хоррорскоп». Свои предыдущие преступления он также совершал по приказу от этого номера.
От тёмных сил Грубек получает возможность выходить на астральный план. Пока он сидит в тюрьме, его астральное тело продолжает совершать преступления. Первым делом он избавляется от свидетеля. Далее Грубек начинает преследовать Робин, студентку, которая была его помощницей в колледже, и к которой он испытывает сексуальное влечение. Робин помогает Спайк, молодой парень, который ранее уже пострадал от «Хоррорскопа».
Пока Спайк изучает в магической лавке устройство астрального тела, Робин прячется у своей подруги Полы. Та в это время смотрит по телевизору «Ночь живых мертвецов». Робин находит такой фильм неподходящим для такой тревожной обстановки и просит переключить на «Эту замечательную жизнь». Пола уступает ей, но когда Робин выходит на кухню, Грубек затаскивает Полу внутрь фильма, где на неё нападают зомби.
Спайк придумывает, как разделаться с Грубеком. Он будет отвлекать его астральное тело, пока Робин проникнет в полицейский участок, где работает её отец, и убьёт Грубека, спящего в камере. В противостоянии с астральным Грубеком Спайк погибает. Робин отправляется его искать, преследуемая уже вернувшимся в своё тело Грубеком. В конечном итоге душа Спайка, находясь на астральном плане, сбрасывает Грубека с обрыва. На место приезжают полицейские, которые ни в какие астральные планы не верят. Робин арестована по подозрению в убийстве Грубека.

## В ролях
- Дэбби Джеймс — Робин
- Рене Асса — мистер Грубек
- Патрик О’Брайан — Спайк
- Филип МакКеон — Тейлор
- Лесли Райан — Пола
- Род МакКери — доктор Джеймисон
- Пол Куфос — Стоун
- Карен Майо-Чэндлер — Лори
- Джордж Флауэр — Туррелл
- Моник Габриэль — Лоулор
- Бригитта Нильсен — Агнес

## Производство
Фильм снимался для выхода на видео. Режиссёром фильма был выбран Джим Уайнорски, который тогда уже был известен как создатель продолжений. По словам самого Уайнорски, он брался за продолжения в том случае, если оригинальный фильм был неудачным, и он считал, что мог бы попробовать снять новую часть лучше.
В фильме в эпизоде играет Бригитта Нильсен. Уайнорски рассказал, что встретил её на одной из голливудских вечеринок, где он играл в бильярд. Бригитта попросила сыграть с ним, и Уайнорски предложил ей пари. Если он выиграет партию, то Бригитта проведёт один день на съёмках его фильма. По-другому заполучить её в подобный фильм было бы невозможно, так как в то время она запрашивала большие гонорары.
Находкой Уайнорски стало смешение «Ночи живых мертвецов» (1968) и «Этой замечательной жизни» (1946). Такая коллаборация стала возможной из-за того, что оба фильма находились в общественном достоянии.

## Критика
Фильм получил смешанные отзывы. Одни рецензенты соглашались с тем, что второй фильм получился лучше первого, другие же отмечали, что вторая часть больше похожа на отдельный фильм, имеющий мало общего с оригиналом. Главного злодея критики посчитали слабой версией Фредди Крюгера (Первый «Телефон дьявола» снимал актёр Роберт Инглунд, игравший Фредди Крюгера). Тем не менее, все рецензенты отметили, что в фильме есть интересные моменты. Особенно выделяют смешение «Ночи живых мертвецов» и «Этой замечательной жизни».